# Iszkáz
Iszkáz è un comune dell'Ungheria di 399 abitanti (dati 2001). È situato nella contea di Veszprém.